# (62) Erato
(62) Erato is een planetoïde uit de buitenste hoofdgordel, die op 14  september 1860 door de Duitse astronomen Otto Lesser en Wilhelm Foerster van de Berlijnse sterrenwacht werd ontdekt.
De planetoïde werd vernoemd naar Erato, de muze van het minnedicht, van zang en van dans.